# Ronserse stadsbus
Het Ronserse stadsbusnet wordt geëxploiteerd, sinds 1 november 2014, door Geenens in opdracht van De Lijn, entiteit "Oost-Vlaanderen". Het stadsbusnetwerk kent anno 2014 vier stadslijnen. Het belangrijkste knooppunt van het stadsnet is Station Ronse.

## Wagenpark
Voor de bediening van het stadsnet maakt Geenens gebruik van enkele MAN Lion's City M bussen.

### Huidig wagenpark
Hieronder een overzicht van de huidige bussen die bij Gino Tours op de stadsdienst rijden.
| Serie         | Aantal | Fabrikant | Type          | Opmerking |
| ------------- | ------ | --------- | ------------- | --------- |
| 204372-204373 | 2      | MAN       | Lion's City M |           |

### Voormalig wagenpark
Tot en met oktober 2014 reed Gino Tours op de stadsdienst. Hieronder een overzicht van de voormalige bussen die bij Gino Tours op de stadsdienst reden.
| Serie                    | Aantal | Fabrikant                   | Type        | Opmerking                                                  |
| ------------------------ | ------ | --------------------------- | ----------- | ---------------------------------------------------------- |
| 201601 - 201603 201604 a | 4      | Mercedes-Benz / Joost       | Sprinter    |                                                            |
| 201604 b                 | 1      | Mercedes-Benz / Joost       | Sprinter    | Voormalig 501676 Werd na buiten dienst stelling bus 502203 |
| 201604 c                 | 1      | Mercedes-Benz / Joost       | Sprinter    | Voormalig 500799 Werd na buiten dienst stelling bus 502402 |
| 201605                   | 1      | Mercedes-Benz / Joost       | Sprinter    | Werd na buiten dienst stelling bus 500299                  |
| 201606 - 201609          | 4      | Mercedes-Benz / VDL Kusters | Sprinter II |                                                            |

## Lijnenoverzicht
Anno 2014 zijn er vier stadslijnen, welke alleen de wijken binnen de stad bedienen. Voorheen reed er ook een belbus, lijn 75, rond in de stad Ronse. Deze is door bezuinigingen opgeheven.
Hieronder een tabel met de huidige stadslijnen die overdag rijden.
| Lijn | Traject                                | Frequentie | Voornaamste haltes                                                                      |
| ---- | -------------------------------------- | ---------- | --------------------------------------------------------------------------------------- |
| 71   | Ronse Station - Scheldekouter - Stookt | 40’        | Station, Nijverheidstraat, Scheldekauter, Aatstraat, Wautersplein, C.Meunierstraat      |
| 72   | Station - Germinal - Europawijk        | 40’        | Station, Grote Marijve, O.C.M.W., Germinal, Europastraat, Nijverheidstraat              |
| 73   | Station - Grote Markt - Hogerlucht     | 40’        | Station, Grote Markt, Ziekenhuis Hogerlucht, Fiertelmeers, Lange Haagstraat, Hoogstraat |
| 74   | Station - Grote Markt - Snoecklaan     | 40’        | Station, Grote Markt, Lange Haagstraat, Shopping Plaza, Stedelijk Zwembad               |